# 春光グループ
春光グループ（しゅんこうグループ、英: Shunko Group）は、日本の企業グループ。久原財閥、日産コンツェルン（鮎川財閥）を前身とする。本部事務局は丸の内センタービル内の日立製作所本社に置く。
旧日産コンツェルンの流れを汲む企業で構成される「春光会」「春光懇話会」の会員企業、その関連企業で構成されるグループである。春光グループを統括する持株会社やグループ内の強力な資本関係があるわけではなく、独立会社の集合体である。
2023年4月現在、春光会・春光懇話会に属する会社だけでも、会員会社数118社・従業員数約29万人を擁している。実際には、春光グループの中核である日立グループで約37万人、日産自動車グループで約13万人の従業員数を抱え、国内52カ所・海外28カ所に存在する地域春光懇話会にも主に各地の地場関連企業が会員となっているため、公表以上の会社数・従業員数を抱えている。

## 設立経緯
1905年、久原房之助が久原鉱業を設立し、日立鉱山を開山したことを始まりとする。多角化によって久原財閥を形成したが、第一次世界大戦後の慢性不況によって経営不振に陥ったことで、久原房之助は久原鉱業の経営を同郷出身で義兄の鮎川義介に託した。1928年に鮎川が久原鉱業社長に就任し、社名を日本産業株式会社（日産）に変更した。その後、日本産業を中心に日産コンツェルン（鮎川財閥）は急成長を遂げ、三大財閥の一つである住友をも凌駕し、三井・三菱に次ぐ規模となった。
戦後、GHQによる財閥解体で日産コンツェルンは解体されたが、1962年、当時の日立製作所会長の倉田主税による呼びかけで、旧日産コンツェルンの主要会社（13社）の社長が春光会館に集まり、定例会を約した。これが「春光会」であり、旧日産コンツェルン、現在の春光グループの再結集がなった。この際に、伊藤博文の息子である伊藤文吉（元：日本鉱業社長）の元私邸（現：春光会館）に集ったことから、文吉の雅号「春光」に因んでグループ名が名付けられた。長らく、財閥の源流企業である日本鉱業（ジャパンエナジー）が事務局を司ってきたが、ENEOSへの経営統合後まもなく、日立製作所へ移行した。

## 特徴
他の企業グループとは、特に三菱グループとの関係が深く、日産自動車と三菱自動車の資本業務提携や、ENEOSホールディングスや三菱HCキャピタルは設立経緯から、三菱グループの機関である「三菱金曜会」「三菱広報委員会」の会員でもあるなど、他の企業グループとの関係と比べて密接な関係を持つ。これは、春光・三菱両グループが第二次産業、特に重化学の加工業分野に強く提携しやすいことや、三井・住友との三大財閥同士の提携は障壁が大きいことなどがあるとされる。
春光グループは、財閥解体から再結集を果たした三菱・三井・住友グループなどの財閥系グループと同じ経緯をたどっているが、グループ内の結束は比較的弱いとされる。例として、代表的な事例には以下の事例がある。
- 三菱グループは三菱自動車リコール隠し問題などの「スリーダイヤ」が揺らぐ事態には、三菱重工業・三菱UFJ銀行・三菱商事の「御三家」と呼ばれるグループの中核企業が積極的な支援を行った[11]。一方、春光グループでは、1997年に日産生命保険が経営破綻した際、金融当局が春光グループに資金拠出を要請したが、グループの中核企業である日立製作所、日産自動車はこれを拒否した[8]。
- 他の財閥系グループと異なり、グループ内企業のメインバンクはばらけている。これは戦前から財閥・グループ内に財閥・グループ系の銀行を有していないからであり、各企業はそれぞれの経営判断でメインバンクを選択、融資系列に入っている。そのため、旧：富士銀行（現：みずほ銀行）の融資系列グループである芙蓉グループの「芙蓉会」および「芙蓉懇談会」、旧：三和銀行（現：三菱UFJ銀行）の融資系列グループである三和グループの「三水会」および「みどり会」、旧：第一勧業銀行（現：みずほ銀行）の融資系列グループである第一勧銀グループの「三金会」など、グループ企業が様々な企業グループに所属している[12][13][14]。

## グループ機関
春光懇話会、営業部会以外は、全て主要22社で構成される。

### 春光会
主要会社22社で構成されるグループの最高機関である。会長職は、純粋源流企業が現存していないため、グループ内最大で最古企業の一つである日立製作所が基本的に務めている。。

### 春光懇話会
主要22社以外に関連会社を含めた118社で構成される。上位機関である春光会を補完する存在である。

### 事業協議会
会長以下、副会長、および春光会会員会社の副社長以下の登録役員（各社2名）をもって構成される。会員の入会・退会、規約の制定改廃、予算・実算、分科会の設立など本会の目的達成のための重要事項の審議、議決や、各社の経営現況報告にもとづく意見交換や情報交換などを行う、実務的に重要な機関である。春光会館（東京都港区芝公園）において、毎月第2水曜日に2時間程度、定例的に開催される。

### 事務局会
事務局長及び春光会会員会社の原則として、総務担当部課長以上をもって構成される。事業協議会の下で提案事項の事前審議、事業協議会決定事項の業務推進、必要があれば小委員会を設けての課題目的処理などや、各社情報連絡、意見交換および懇親交流を行う。毎月第1水曜日に開催される。

### 総務部長会
春光会会員会社の総務担当部長、および春光懇話会事務局で構成され、事務局と春光会会員会社の相互諸連絡、懇親を行う。年6回、原則第3水曜日に開催される。

### 営業部会
春光懇話会で、最大の営業に関する相互理解と親睦を深めることを目的とした部会組織である。全体例会・グループ例会・各委員会で、営業情報交換やビジネス交流、キャンペーンを中心に活動している。

### 会報編集委員会
春光会会員会社の広報担当者、および春光懇話会事務局で構成され、年4回発行の春光懇話会会報「wave21」の編集、発行を行う。毎月１回、第3あるいは第4木曜日に開催される。

## 主なグループ企業
ここでは、春光会の会員企業と、春光懇話会の会員企業の中でも代表的な企業を記載する。

なお、日産センチュリー証券はユニコムグループの傘下に入り、同系列のアイディーオー証券と経営統合したため退会、日立化成（現・レゾナック）は昭和電工(現・レゾナック・ホールディングス)との経営統合により退会（三和グループの三水会およびみどり会からも退会）した。
| 社名                                 | 春光会 | 春光懇話会 | 備考     |
| ------------------------------------ | ------ | ---------- | -------- |
| 日立製作所                           | Yes    | Yes        | ※2※3※5   |
| 日立ビルシステム                     | —      | Yes        |          |
| 日立システムズ                       | —      | Yes        |          |
| 日立ドキュメントソリューションズ     | —      | Yes        |          |
| 東京証券代行                         | —      | Yes        |          |
| 日立リアルエステートパートナーズ     | —      | Yes        |          |
| 日立グローバルライフソリューションズ | —      | Yes        | ※3       |
| 日立産機システム                     | —      | Yes        |          |
| 新明和工業                           | —      | Yes        | ※3       |
| 日立ソリューションズ                 | —      | Yes        |          |
| 日立パワーソリューションズ           | —      | Yes        |          |
| 日立Astemo                           | —      | Yes        |          |
| 日産化学                             | Yes    | Yes        |          |
| SOMPOホールディングス                | Yes    | Yes        |          |
| 損害保険ジャパン                     | Yes    | Yes        | ※1※2※3※5 |
| 日産自動車                           | Yes    | Yes        | ※2       |
| 日産フィナンシャルサービス           | —      | Yes        |          |
| 日産自動車販売                       | —      | Yes        |          |
| ENEOSホールディングス                | Yes    | Yes        | ※4       |
| ENEOS                                | Yes    | Yes        | ※4       |
| ENEOSオーシャン                      | —      | Yes        |          |
| ENEOS Xplora                         | Yes    | Yes        |          |
| JX金属                               | Yes    | Yes        |          |
| タツタ電線                           | —      | Yes        | ※6       |
| ニッスイ                             | Yes    | Yes        | ※2       |
| 日油                                 | Yes    | Yes        | ※2       |
| ニチレイ                             | Yes    | Yes        | ※2       |
| ニチレイフーズ                       | —      | Yes        |          |
| ニチレイロジグループ本社             | —      | Yes        |          |
| カナデビア                           | Yes    | Yes        | ※3       |
| プロテリアル                         | Yes    | Yes        | ※3       |
| UDトラックス                         | Yes    | Yes        |          |
| 日立建機                             | Yes    | Yes        |          |
| 三菱HCキャピタル                     | Yes    | Yes        | ※3※4     |
| 三菱オートリース                     | —      | Yes        | ※4       |
| 日立ハイテク                         | Yes    | Yes        |          |
| 日産車体                             | Yes    | Yes        |          |
| ロジスティード                       | Yes    | Yes        |          |
| SOMPOひまわり生命保険                | Yes    | Yes        |          |
| NIPPO                                | Yes    | Yes        |          |

備考欄の
- 「※1」の会社は古河グループ[21]（古河三水会[13]加盟企業）でもある。
- 「※2」の会社は芙蓉グループ[22]（芙蓉会・芙蓉懇談会[12][13]加盟企業）でもある。
- 「※3」の会社は三和グループ（三水会[12][13][14]・みどり会[23]加盟企業）でもある。
- 「※4」の会社は三菱グループ（三菱金曜会[12][13]・三菱広報委員会加盟企業[24]）でもある。
- 「※5」の会社は第一勧銀グループ（三金会[12][13]加盟企業）でもある。
- 「※6」の会社は大輪会[25]加盟企業でもある。

## 関連施設

### ゴルフ場
- 小山ゴルフ
- 新沼津カントリークラブ

### 病院・健診センター
日産厚生会
- 玉川病院
- 玉川クリニック
- 佐倉厚生園病院
- 佐倉ホワイエ
- 診療所

霊園
- 東京霊園